# Козлова, Елизавета Ивановна
Елизавета Ивановна Козлова (19 января 1924 — 20 января 1991) — передовик советского сельского хозяйства, трактористка колхоза имени Ленина Карсунского района Ульяновской области, Герой Социалистического Труда (1971).

## Биография
Родилась в 1924 году в селе Потьма, ныне Карсунского района Ульяновской области, в крестьянской русской семье.
В 1939 году, окончив семилетнюю школу, поступила на курсы трактористов при Вальдиватской машинно-тракторной станции. С 1940 года трудилась трактористкой при Вальдиватской МТС. Была стахановкой, постоянно побеждала в социалистических соревнованиях среди механизаторов Карсунского района.
После реорганизации МТС продолжила работать на тракторе в колхозе имени Ленина. Всегда в образцовом состоянии содержала технику.
Указом Президиума Верховного Совета СССР от 8 апреля 1971 года за получение высоких результатов в сельском хозяйстве и рекордные показатели во время уборки урожая Елизавете Ивановне Козловой было присвоено звание Героя Социалистического Труда с вручением ордена Ленина и медали «Серп и Молот».
Продолжала и дальше трудиться в сельском хозяйстве, в 1980 году вышла на пенсию.
Избиралась депутатом Ульяновского областного Совета народных депутатов и Карсунского районного Совета.
Проживала в родном селе. Умерла 20 января 1991 года.

## Награды
За трудовые успехи была удостоена:
- золотая звезда «Серп и Молот» (08.04.1971)
- орден Ленина (08.04.1971)
- другие медали.